# Cuviac
Cuviac är en ort i Mexiko.   Den ligger i kommunen Tacotalpa och delstaten Tabasco, i den sydöstra delen av landet, 700 km öster om huvudstaden Mexico City. Cuviac ligger 162 meter över havet och antalet invånare är 376.
Terrängen runt Cuviac är kuperad norrut, men söderut är den bergig. Runt Cuviac är det ganska tätbefolkat, med 93 invånare per kvadratkilometer. Närmaste större samhälle är Amatán, 9,4 km väster om Cuviac. I omgivningarna runt Cuviac växer i huvudsak städsegrön lövskog.